# Pradl
Pradl ist eine Katastralgemeinde, eine Fraktion (Ortschaft) und ein statistischer Stadtteil von Innsbruck.
Pradl gehörte mit der Reichenau zu Amras, bis es 1904 von Amras getrennt nach Innsbruck eingemeindet wurde (Amras blieb bis 1938 eigenständig).

## Lage und Gliederung
Die Katastralgemeinde Pradl liegt östlich der Innenstadt, von der sie durch die Sill getrennt wird. Im Norden trennt sie der Inn von der Katastralgemeinde Mühlau, im Westen und Süden grenzt sie an die Katastralgemeinde Amras, im Süden an die Gemeinde Lans und die Katastralgemeinden Vill und Wilten. Die Katastralgemeinde umfasst eine Fläche von 3,8 km².
Die Katastralgemeinde und Fraktion gliedert sich in die statistischen Stadtteile Pradl und Reichenau. Der statistische Stadtteil Pradl umfasst die statistischen Bezirke (Zählbezirke) Pradl-Nord (34,0 ha, 2973 Einwohner, 305 Gebäude, Stand April 2014), Pradl-Mitte-West (33,9 ha, 4914 Einwohner, 358 Gebäude), Pradl-Mitte-Ost (34,7 ha, 3303 Einwohner, 362 Gebäude), Pradl-Süd (121,7 ha, 3214 Einwohner, 168 Gebäude) und Pradl-Ost (54,2 ha, 5584 Einwohner, 459 Gebäude). Mit 19.988 Einwohnern ist Pradl der bevölkerungsreichste statistische Stadtteil von Innsbruck. 11,5 % der Bevölkerung sind jünger als 15 Jahre, 20,2 % älter als 65. Der Ausländeranteil beträgt 17,7 %.

## Geschichte

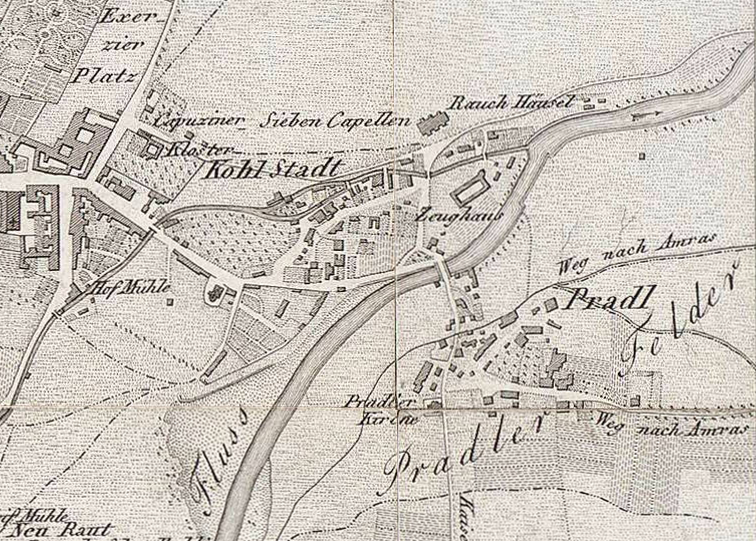
Pradl im Plan der k.k. Provinzialhauptstadt Innsbruck (um 1840)

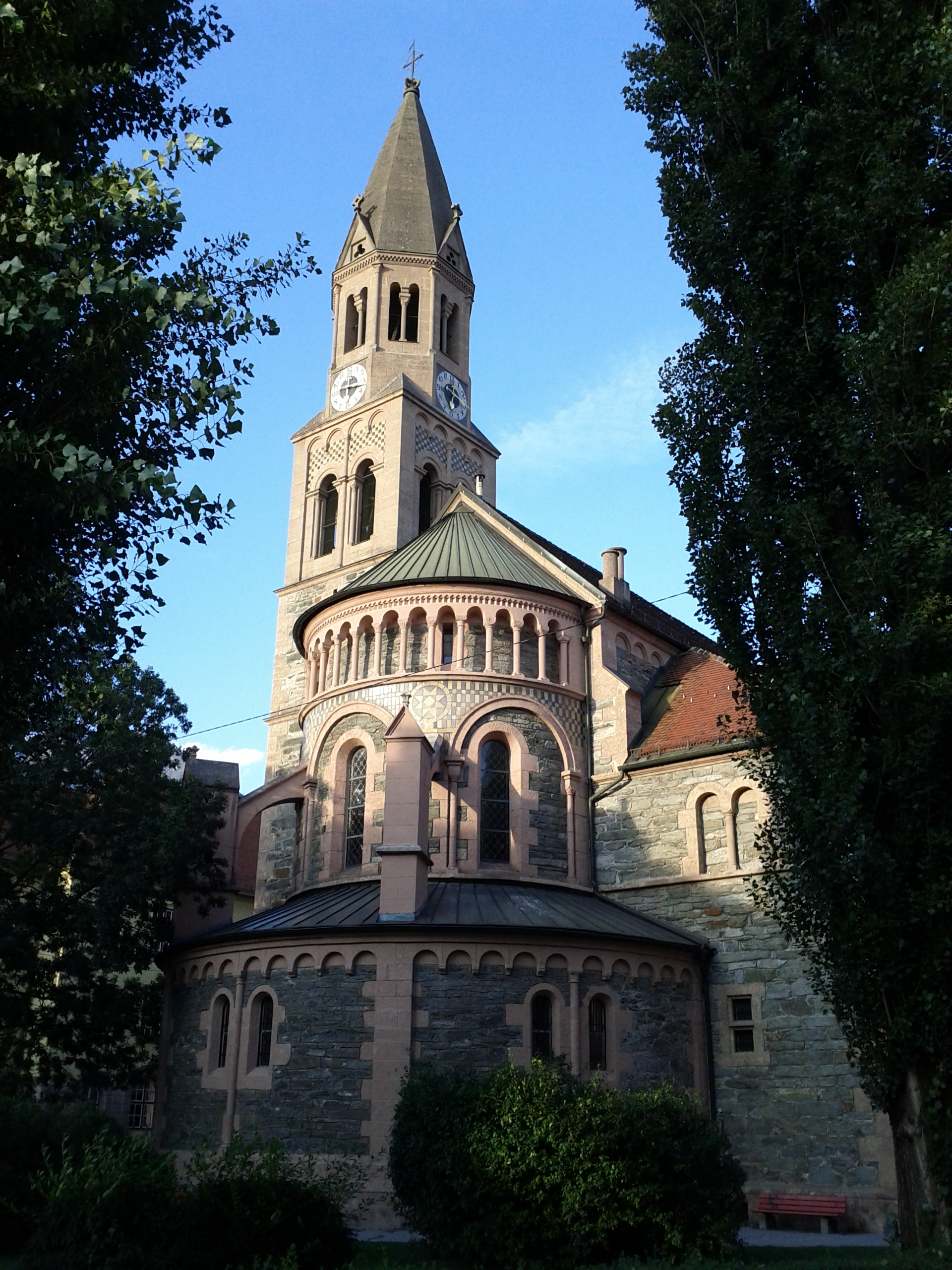
Pfarrkirche Pradl

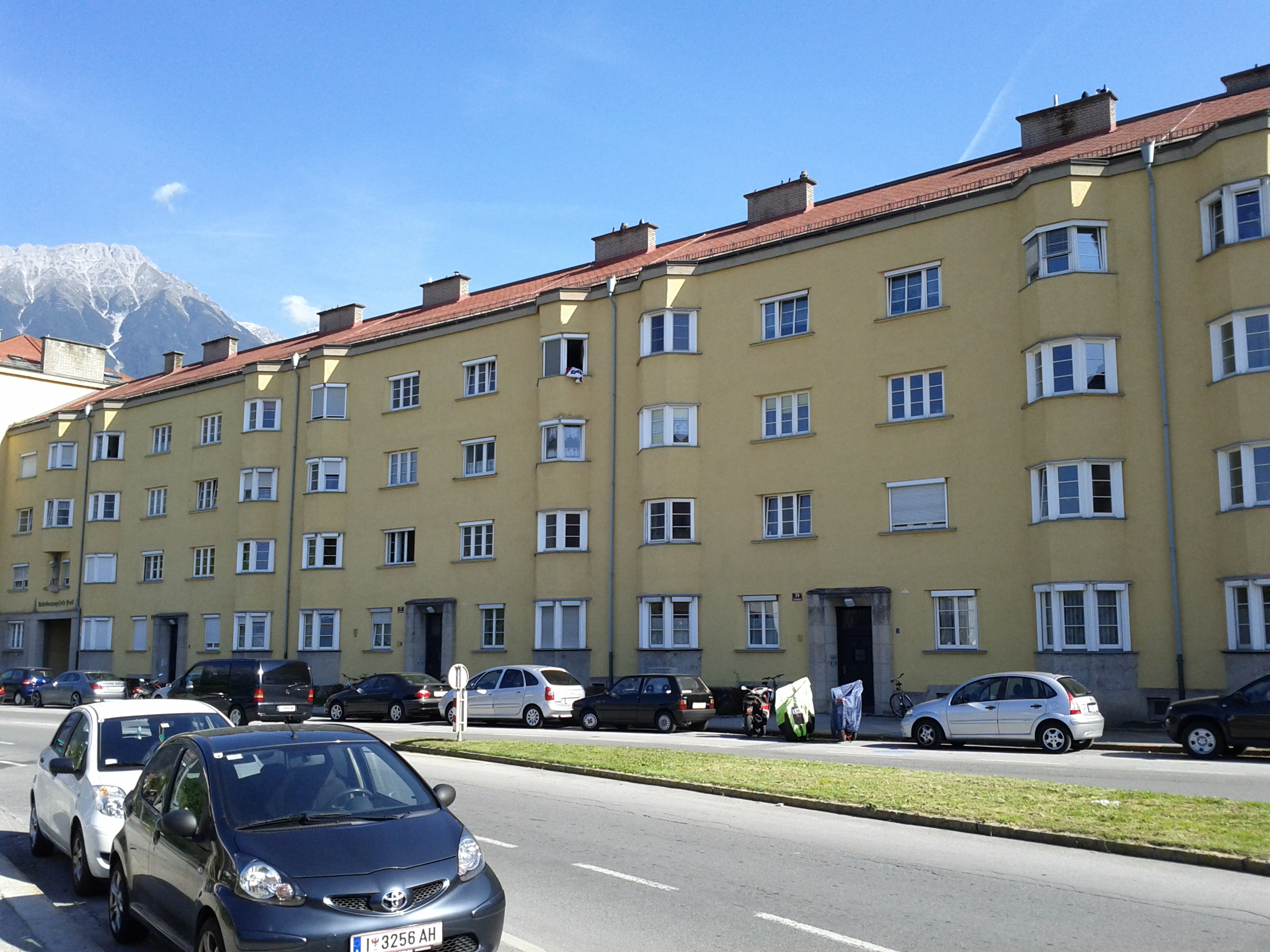
Pembaurblock (erbaut 1926/27)

Der Name leitet sich vermutlich vom lateinischen Wort pratellum ab, was ‚kleine Wiese‘ bedeutet, woraus Predele, Predel, Pradel und schließlich Pradl wurde. Erstmals erwähnt wurde Pradl als „in Predele“ schon vor der Gründung von Innsbruck, nämlich 1173–1182 in einer Tauschurkunde des Grafen Berchtold III. von Andechs und des Klosters Dießen in Oberbayern. 
Der römische oder alpenromanische Ursprung des Namens deutet darauf hin, dass das Gebiet am rechten Sillufer bereits vor der bajuwarischen Besiedlung ab ca. 600 von Amras aus kultiviert wurde.
1526 wurde die Pradler Sillbrücke erstmals erwähnt, sie bestand aber vermutlich bereits im Mittelalter. Die Brücke verband die Innsbrucker Kohlstatt (den heutigen Stadtteil Dreiheiligen) mit Pradl. In ihrer Verlängerung wurde unter Ferdinand II. die heutige Pradler und Amraser Straße als Verbindung mit dem Schloss Ambras angelegt. Um die Sillbrücke gruppierten sich rund 20 Höfe. Dieser alte Dorfkern ist noch in der Einmündung der Egerdachstraße in die Pradler Straße erhalten. In den Pradler Feldern wurde 1831 der k.u.k. Militärfriedhof Pradl angelegt.
Im 19. Jahrhundert wuchs Pradl rasch, nicht zuletzt bedingt durch die Nähe zum 1858 eröffneten Innsbrucker Bahnhof. Es siedelten sich Industriebetriebe wie die Baumwollspinnerei Herrburger und Rhomberg, das Gaswerk, oder die Seifenfabrik Epp an und ganze Straßenzüge mit Zinshäusern wurden errichtet. 1904 wurde die Fraktion Pradl von Amras abgetrennt und zusammen mit Wilten nach Innsbruck eingemeindet. Seit 1911 ist Pradl an das Straßenbahnnetz angeschlossen.
In der Zwischenkriegszeit wurden mehrere städtische Wohnanlagen errichtet, darunter 1926–1927 der Pembaurblock nach Plänen von Theodor Prachensky, der als Hauptwerk des sozialen Wohnbaus in Tirol gilt. Zwischen 1939 und 1943 wurde die Südtiroler-Siedlung mit großen Wohnanlagen wie dem Eichhof, dem Ahornhof oder dem Lindenhof errichtet. Mehr als 8000 Südtiroler Umsiedler der Option fanden hier eine Wohnung.
Ab 1952 wuchs auf dem Gebiet der Reichenau ein neues Wohnviertel, das sich zum eigenständigen Stadtteil entwickelt hat.
Kirchlich gehörte Pradl zur Mutterpfarre Ampass. Eine erste Kirche geht auf eine Kopie des Gnadenbildes Mariahilf von Lukas Cranach im Innsbrucker Dom zurück, die sich zunächst in Privatbesitz befand und später in einer kleinen Kapelle aufgestellt wurde. 1677 legte der Wiltener Abt Dominikus Löhr den Grundstein für eine Kirche, in die noch im selben Jahr das Gnadenbild übertragen wurde. 1703 erhielt Pradl einen eigenen Seelsorger, 1891 wurde es zur eigenständigen Pfarre erhoben. Die heutige Pradler Pfarrkirche wurde 1905–1908 nach Plänen von Josef Schmitz im neuromanischen Stil erbaut, aber erst 1939 vom Apostolischen Administrator Paulus Rusch geweiht. Die alte Pfarrkirche wurde 1941 abgerissen.
Aufgrund des stetigen Bevölkerungswachstums wurde die Pfarre im 20. Jahrhundert mehrmals geteilt, es gingen die Tochterpfarren Neu-Pradl mit der Schutzengelkirche, St. Paulus in der Reichenau und St. Norbert im Süden Pradls hervor.

## Wappen
Da in Tirol nur Gemeinden dazu berechtigt sind, führt Pradl kein offizielles Wappen. Wie für die anderen Innsbrucker Stadtteile wurde aber ein inoffizielles Stadtteilwappen entworfen, das 1993 von Vertretern der Pradler Vereine angenommen wurde.
Das Wappen zeigt im schrägrechts geteilten Schild rechts in silbernem Feld eine Darstellung des römischen Meilensteins an der Wiesengasse und links in grünem Feld drei waagrechte silberne Balken.
Der Meilenstein stellt eine Besonderheit über Innsbruck hinaus dar, da es in ganz Nordtirol nur zwei weitere derartige Meilensteine an ihrem ursprünglichen Standort gibt. Die grünen und silbernen Balken symbolisieren den Namen Pradl als „kleine Wiese“ und erinnern an die ursprüngliche, heute noch im Straßennetz sichtbare Flureinteilung der großen Wiesen- und Ackerfläche, die aus sieben parallel in Ost-West-Richtung verlaufenden „Gestößen“ bestand.

## Kultur und Sehenswürdigkeiten
Bekannt sind die Pradler Ritterspiele, ein Volkstheater mit Laiendarstellern unter Einbeziehung der Zuschauer, bei dem auf Wunsch einzelne Szenen beliebig oft wiederholt werden.

## Infrastruktur und Verkehr

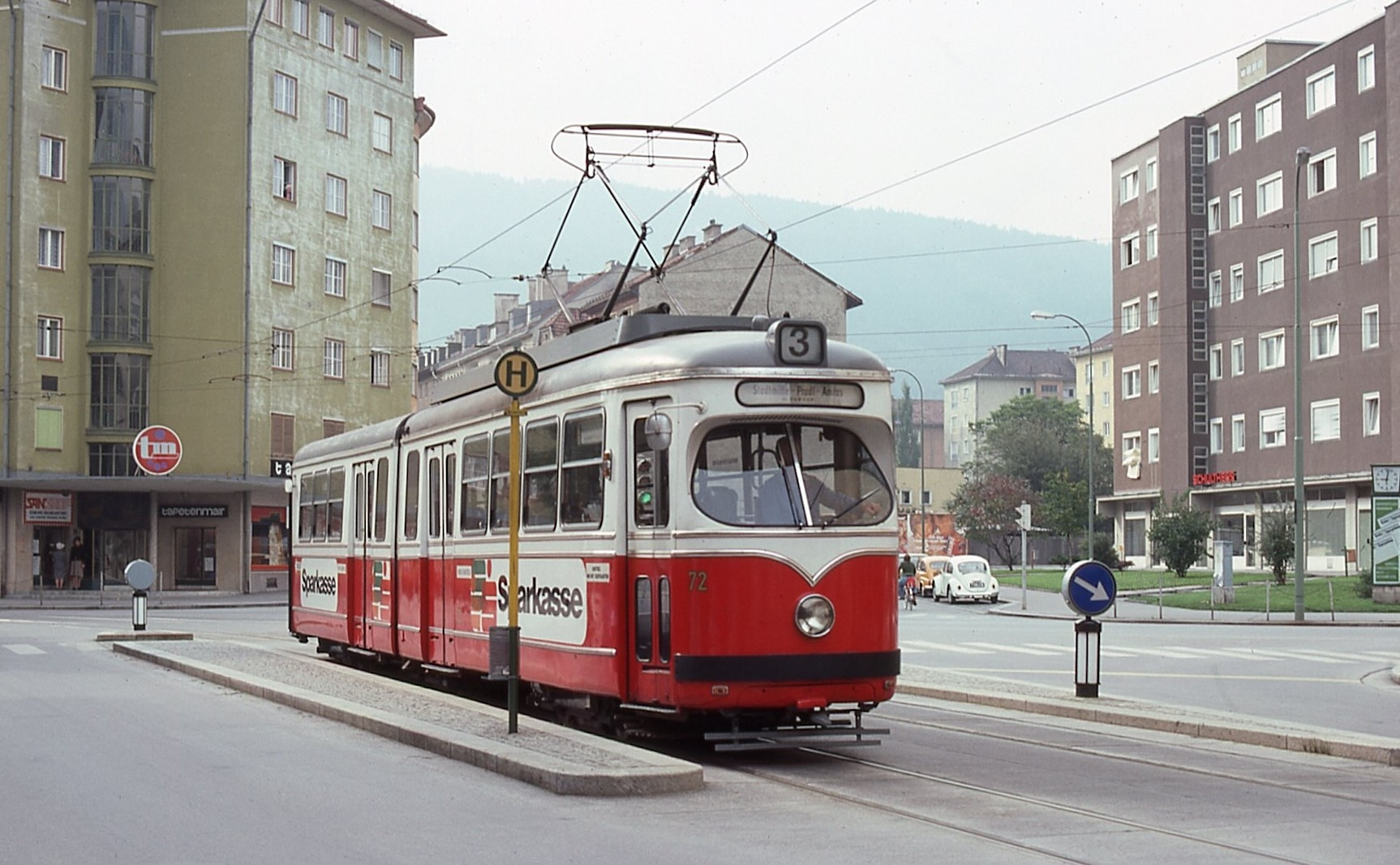
Straßenbahn der Linie 3 an der Haltestelle Roseggerstraße (1977)

Entsprechend seiner Größe weist Pradl mehrere Kindergärten, Volks- und Mittelschulen auf, darunter die THS Pembaurstraße. Neben der Infrastruktur für den Stadtteil finden sich in Pradl auch zahlreiche Einrichtungen für die Gesamtstadt, wie das Städtische Hallenbad Amraser Straße, das Sportgelände Tivoli mit dem Fußballstadion, der Olympiahalle und dem Freischwimmbad Tivoli, der Ostfriedhof oder der Rapoldipark.
Die Straßenbahnlinien 2, 3 und 5 durchqueren den Stadtteil, daneben wird er unter anderem von den IVB-Buslinien C, F, J, R und T erschlossen. Des Weiteren gibt es Nachtbuslinien, in Innsbruck Nightliner genannt, die Pradl bedienen.